# Scott Kannberg
Scott Kannberg (* 30. August 1966 in Stockton, Kalifornien als Christopher Scott Kannberg; Künstlername Spiral Stairs) ist ein US-amerikanischer Musiker, der vor allem als Gründungsmitglied der Alternative-Rock-Band Pavement Bekanntheit erlangte.

## Leben und Karriere
Kannberg wurde im nordkalifornischen Stockton geboren und wuchs auch dort auf. 1989 gründete er mit seinem Jugendfreund Stephen Malkmus die Band Pavement, die von ihrer gemeinsamen Vorliebe für Independentbands wie Sonic Youth, The Fall oder den Pixies beeinflusst war. Kannberg gab später auch neuseeländische Alternativebands wie The Clean oder Sneaky Feelings als Inspiration an. Bereits bei ihren ersten veröffentlichten EPs und dem Debütalbum Slanted and Enchanted hatte Kannberg das Pseudonym Spiral Stairs und Malkmus S.M. gewählt. Obwohl ein Großteil der Songs von seinem Bandkollegen und Leadsänger Malkmus geschrieben wurde, verfasste auch der Gitarrist und Backgroundsänger Kannberg sporadisch Songs und sang diese. Diese Songs sind Painted Soldiers, Hit the Plane Down, Kennel District, Date with IKEA und Passat Dream. Aufgrund von künstlerischen Differenzen zwischen Kannberg und Malkmus lösten sich Pavement 1999 auf.
Noch im gleichen Jahr gründete Kannberg die Gruppe Preston School of Industry, mit der er Anfang der 2000er zwei LPs veröffentlichte. Seit 2004 ist die Gruppe jedoch inaktiv.
Darüber hinaus gründete Kannberg auch sein eigenes Label Amazing Grease Records. 2009 erschien bei Matador Records sein erstes Soloalbum The Real Feel, das musikalisch im Pop-Rock angesiedelt ist. 2010 kam es zu einer kurzzeitigen Reunion von Pavement. Bei einem Geburtstagskonzert für Kannberg in San Francisco Ende 2016 stand er jedoch erneut mit Malkmus und seiner Band The Jicks für einige ältere Stücke auf der Bühne.
Im März 2017 erschien sein zweites Soloalbum mit dem Titel Doris And The Daggers an. Für den Herbst 2017 wurde eine Deutschlandtournee angekündigt. Im März 2019 folgte sein drittes Soloalbum We Wanna Be Hyp-No-Tized. Im Herbst tourte Kannberg erneut durch Europa, u. a. durch Norwegen, Deutschland und Großbritannien. Für 2020 wurden außerdem erneut Konzerte mit Pavement angekündigt.
Kannberg ist verheiratet. Er lebte zeitweise in San Francisco, Seattle und Australien, mittlerweile jedoch in Mérida in Mexiko.

## Diskografie

### Pavement
- Slanted and Enchanted (1991)
- Crooked Rain, Crooked Rain (1994)
- Wowee Zowee (1995)
- Brighten the Corners (1997)
- Terror Twilight (1999)

### Preston School of Industry
- All this Sounds Gas (2001)
- Monsoon (2004)

### Solo
- The Real Feel (2009)
- Stolen Pills (2009) (Singleveröffentlichung)
- Cold Change (2009) (Singleveröffentlichung)
- Dreams They Guide Us (2010) (Split-Single mit The Long Winters)
- Doris And The Daggers (2017)
- We Wanna Be Hyp-No-Tized (2019)